# Trypanosyllis depressa
Trypanosyllis depressa är en ringmaskart som först beskrevs av Augener 1913.  Trypanosyllis depressa ingår i släktet Trypanosyllis och familjen Syllidae. Inga underarter finns listade i Catalogue of Life.